# Countryclub
Een countryclub is een privéclub, die ook vaak beschreven wordt als een gesloten gemeenschap waar alleen de leden van de club toegang hebben op het eigendom. De club biedt de leden een scala aan recreatieve sportfaciliteiten en de club ligt meestal in de buitenwijk van een stad of op het platteland.
Bepaalde recreatieve sportfaciliteiten zijn golf, tennis, zwemmen, polo en nog vele andere sporten die mogelijk zijn om te kunnen beoefenen.
De club kan voor haar eigen leden en de uitgenodigde gasten ook gastvrijheid verlenen met haar restaurant, bar en bepaalde evenementen zoals bruiloften. De countryclub ontstond voor het eerst in Schotland en verscheen in de vroege jaren 1880 ook in de Verenigde Staten. Countryclubs zorgen voor een diepgaand effect op het uitbreiden van de lokale kleine steden en worden beschouwd als de voorlopers van de gated community.